# 马星耀
马星耀（1959年5月4日—2012年3月25日），北京市平谷区人，毕业于北京艺术学校，当代知名话剧演员和电视演员。

## 生平
1959年5月4日，马星耀出生于北京市平谷区。
1978年，马星耀高中毕业后在平谷区插队。
1980年，马星耀到北京帆布厂工作。
1981年，马星耀进入北京市戏曲学校读书，与宋丹丹，王姬，梁冠华，王长立是同班同学。
1983年，马星耀分配到北京人民艺术剧院担任话剧演员。
2012年3月25日下午，马星耀在北京航天总医院因癌症病逝。

## 个人生活
日常生活中，马星耀性格宽容幽默，助人为乐。马星耀的生活作息时间很有规律，晚上一般喝点小酒就睡觉。

## 作品

### 电视作品
| 年份   | 名称           | 角色   | 备注 |
| ------ | -------------- | ------ | ---- |
| 1994年 | 三国演义       | 辛毗   |      |
| 1996年 | 东周列国春秋篇 | 卫开方 |      |
| 2004年 | 空房子         |        |      |
| 2007年 | 尘世笑谈       | 增祥   |      |

### 话剧作品
| 年份   | 名称       | 角色         | 备注   |
| ------ | ---------- | ------------ | ------ |
| 1983年 | 王建设当官 | 方主任       |        |
| 1984年 | 家         | 高克定       |        |
| 1984年 | 红白喜事   | 金豆         |        |
| 1986年 | 秦皇父子   | 胡亥         |        |
| 1987年 | 北京人     | 江泰         |        |
| 1991年 | 李白       | 栾泰         |        |
| 1997年 | 古玩       | 唐伯虎       |        |
| 1998年 | 官兵拿贼   | 赵家铎       |        |
| 1999年 | 茶馆       | 黄胖子，大兵 | 双角色 |
| 2000年 | 日出       | 张乔治       |        |
| 2001年 | 天下第一楼 | 唐茂昌       |        |
| 2003年 | 赵氏孤儿   | 灵辄         |        |

## 评价
宋丹丹：“一个月前去看你，你疼的表情从此刻在我脑子里，总无意间跳出来，挥不去——你先去那边占个地儿，迟早我会去找你——我真的特想你，丹丹。”
冯远征：“马哥一路走好！你会给天堂带去笑声。”，“马星耀一位在人艺舞台上勤勤恳恳耕耘的好演员。”
梁冠华：“极其开朗，极其幽默，脑子反应快，话茬接的快。经常像马三立说单口相声似的趣说后台很多事儿，让大家都觉得特别可乐。”